# Jacco Doornbos
Jacco Doornbos is een Nederlandse mediaproducent en regisseur. Hij is mede-eigenaar van het productiebedrijf Mediawater (voorheen Eye2Eye Media).

## Carrière
Doornbos doorliep de Evangelische School voor Journalistiek (ESJ) in Amersfoort en was van 1993 tot 1998 uitvoerend producent bij The Company Mediaprodukties (waarvoor hij onder meer Fifty-Fifty produceerde). In 1998 richtte hij zijn eigen bedrijf Eye2Eye Media op, dat aanvankelijk in Amersfoort gevestigd was, maar al snel verhuisde naar omroepstad Hilversum. Het bedrijf maakte voornamelijk producties in opdracht van of in samenwerking met Nederlandse publieke omroepen.  
Hij was onder meer verantwoordelijk voor de productie en regie van EO-programma's als Catherine zoekt God (2002). Daarin interviewde hij ook presentatrice Catherine Keyl over de ontmoetingen met bekende christenen die zij in die zesdelige serie had gehad. Ook in de vergelijkbare EO-serie Henny zoekt God (met Henny Huisman) en in het TROS-programma Catherine gaat verder (2003) vervulde hij de rollen van producent en interviewer naast elkaar. Ook in de vervolgseries Op zoek naar God was hij 'de stem' die de bekende Nederlanders bevroeg en gidste op hun zoektochten. 
De bekendste creatie van Jacco Doornbos is The Passion. Sinds dit door hem bedachte televisiespektakel in 2011 op de Nederlandse tv zijn debuut maakte fungeert Doornbos als producent en scenarist. Ook zorgde hij ervoor dat The Passion in 2016 een Amerikaanse variant kreeg die werd uitgezonden bij FOX. De productie van The Passion in Amerika werd uitgevoerd door Dick Clark Productions. De muzikale leiding was in handen van Adam Anders. Doornbos was tevens coproducent en, samen met Adam Anders en David Grifhorst, 'executive producer' van de eerste editie daar, die plaatsvond in New Orleans. In 2022 en 2024 coproduceerde Doornbos Die Passion voor RTL Duitsland.
Per 1 januari 2019 is Doornbos samen met Fleur van Helden, Peter van Dijk en Paul de Vos de onderneming Mediawater gestart. 

## Onderscheidingen
In 2003 kreeg het productiebedrijf Eye2Eye Media de Helixprijs van de Evangelische Alliantie vanwege zijn "vernieuwende programma's", in 2013 won Doornbos de Spaanprijs.
- Nederlandse Thesaurus van Auteursnamen: 126097518
- Virtual International Authority File: 285339351
- WorldCat: E39PBJvRRtf8gTGygmmyMqjwG3